# Oliver Kirchhoff
Oliver Kirchhoff ist ein ehemaliger deutscher Footballspieler.

## Laufbahn
Kirchhoff stand von 1994 bis 2004 im Kader der Hamburg Blue Devils. Er gewann mit den Hamburgern 1996, 2001, 2002 und 2003 die deutsche Meisterschaft sowie 1996, 1997 und 1998 den Eurobowl. Der 1,89 Meter große Kirchhoff wurde in der Offensive Line eingesetzt und war zeitweilig auch als Teammanager der Blauen Teufel tätig. Im Jahr 2000 wurde er mit der deutschen Nationalmannschaft Zweiter der Europameisterschaft.